# KDE Display Manager
Der KDM (Akronym für KDE Display Manager) ist ein graphischer Displaymanager für unixähnliche Betriebssysteme. Er ist eine der zentralen Komponenten der grafischen Benutzeroberfläche KDE Plasma Workspaces, kann aber auch für andere X-basierte Benutzeroberflächen eingesetzt werden. Ab KDE Plasma 5 wird der neu entwickelte Simple Desktop Display Manager bevorzugt.
KDM ermöglicht Benutzern, sich mit ihrem Benutzernamen und Passwort anzumelden, und startet mit Hilfe dieser Daten die gewünschte Sitzung. Dies kann eine KDE-Plasma-Sitzung sein, aber auch beispielsweise eine Gnome- oder Kommandozeilen-Sitzung.
KDM setzt auf dem X Window System auf und ersetzt dessen Standard-Anmeldemanager XDM. Wie auch XDM bietet KDM einen XDMCP-Chooser. Anders als XDM basiert KDM jedoch auf der Qt-Bibliothek und fügt sich daher mit seiner Bedienphilosophie nahtlos in die weiterentwickelte KDE-Oberfläche ein.
KDM kann über das KDE-Kontrollzentrum konfiguriert und über Themes optisch angepasst werden. Auch Benutzericons sind möglich.

## Anpassungen

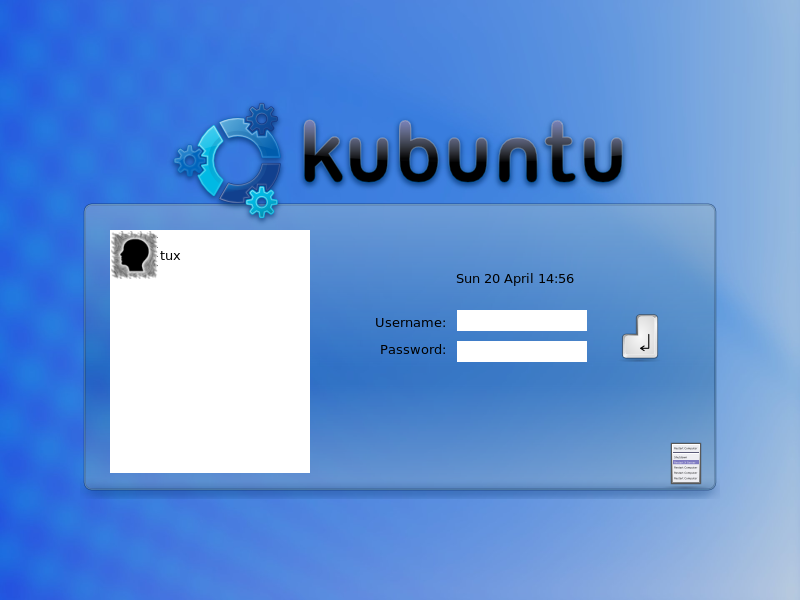
Wie GDM kann KDM mit Themes individuell angepasst werden. Gezeigt ist die Standardkonfiguration von Kubuntu
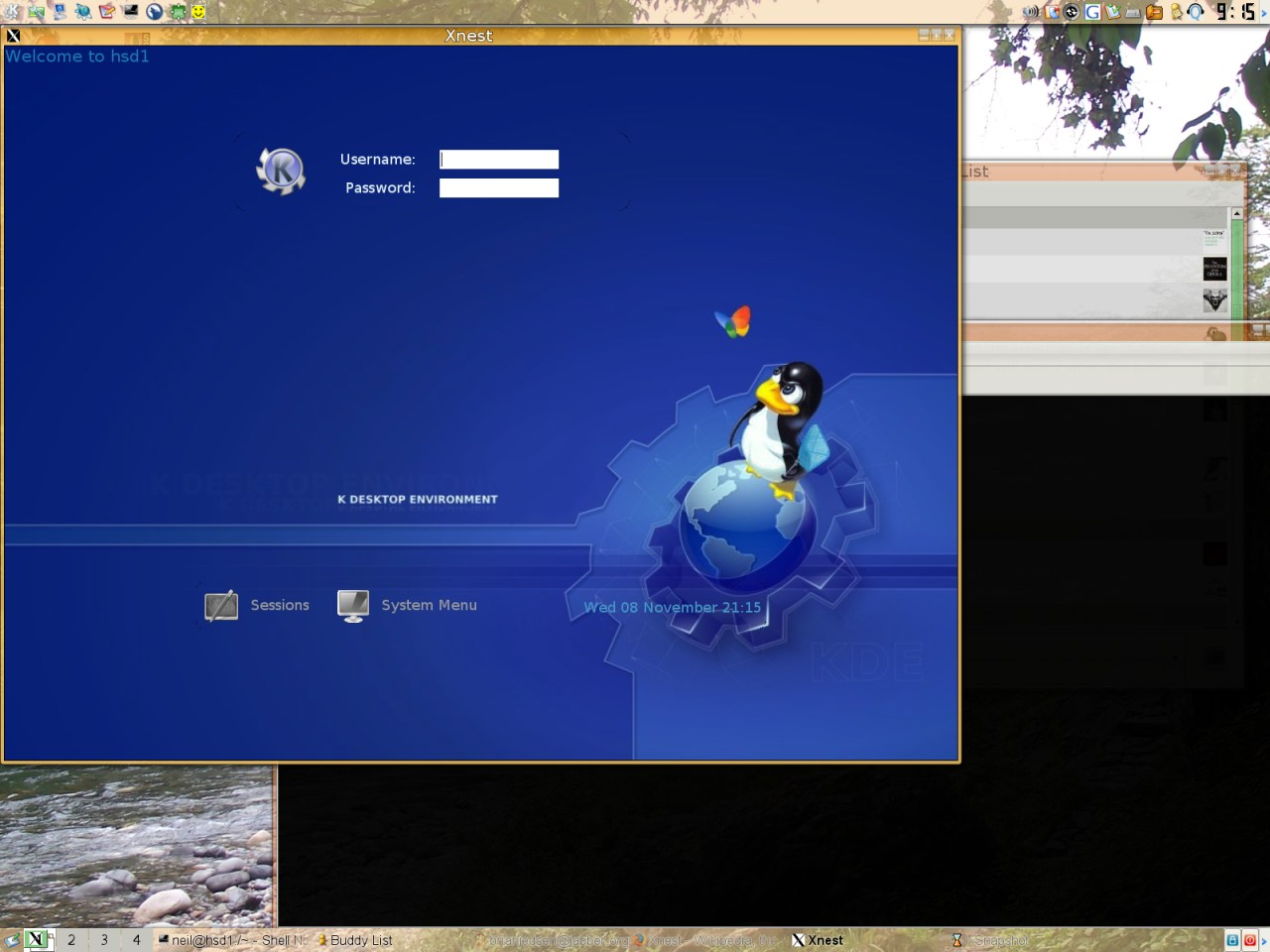
KDM, mit Themes in einem Xnest-Fenster.